# Vedeggio
Der Vedeggio ist ein 29 km langer Fluss im Kanton Tessin. Er durchfliesst das Valle di Caneggio, das Val d'Isone sowie das breite Valle del Vedeggio und entwässert dabei ein Gebiet von rund 100 km² im Süden des Kantons.

## Geographie
Der Vedeggio entspringt in zwei kurzen Quellbächen am Camoghè (2228 m ü. M.) und fliesst zunächst nach Westen durch das Valle di Caneggio. Kurz vor Isone fliesst die Serdena in den Vedeggio. Ab da wird das Tal Val d'Isone genannt. Bei Camignolo kommt er in das breitere Tal der Leguana, die ihm zufliesst. Dort wendet sich der Fluss nach Süden, begleitet die Autobahn A2 und die Gotthardbahn für rund 15 km und mündet schliesslich bei Agno in den westlichen Arm des Luganersees. Neben dem Cassarate ist er der Hauptzufluss des Sees.  
Der südliche Teil des Vedeggio ist wegen der Anlage des Flughafens Lugano kanalisiert.

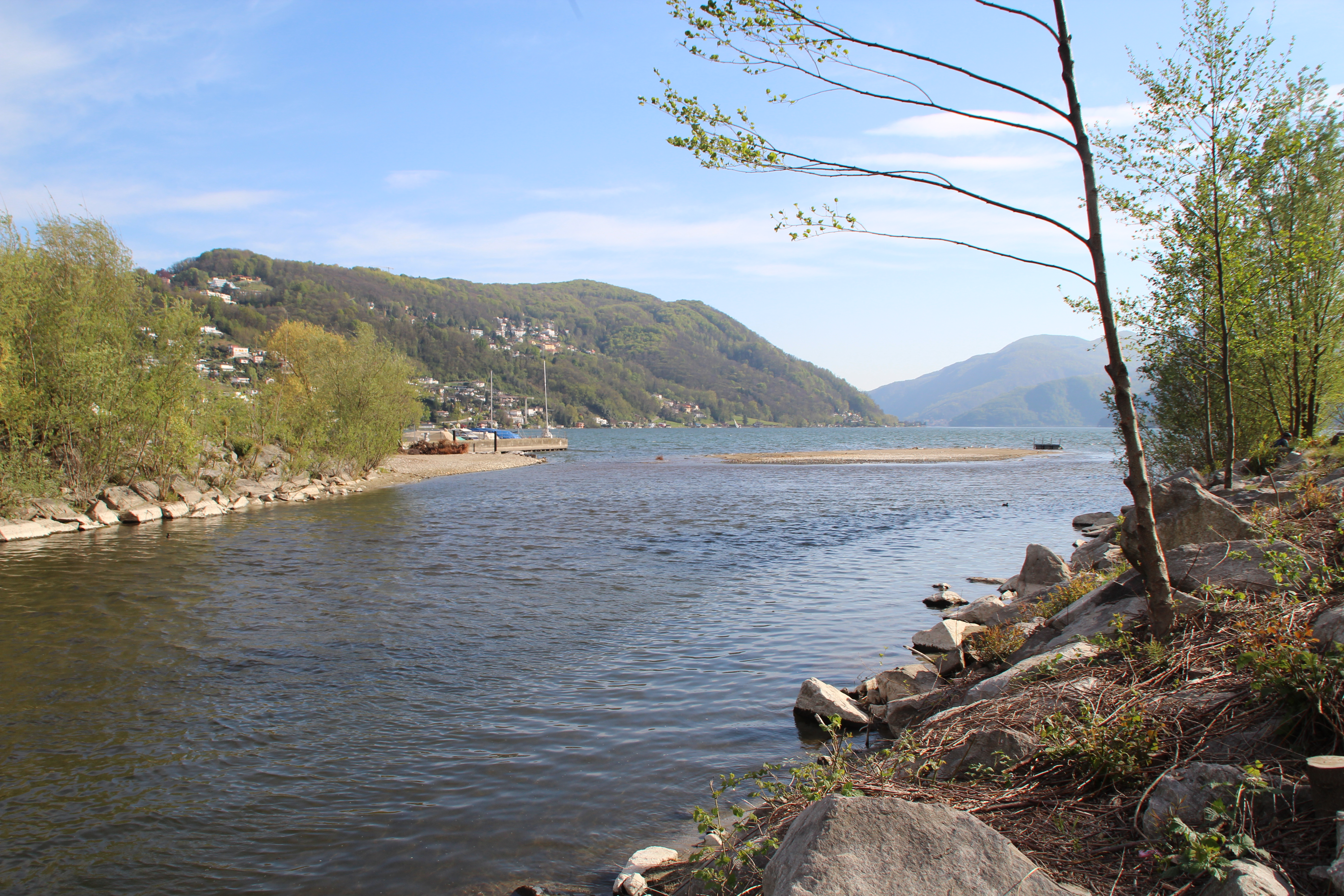
Mündung in den Lago di Lugano bei Agno